# Zabriskie Point (musikalbum)
Zabriskie Point är ett soundtrack till Michelangelo Antonioni-filmen med samma namn, släppt 1970. Detta soundtrack innehåller bland annat Pink Floyd-nummer. Även andra stora artister från tiden som Jerry Garcia, The Grateful Dead och The Youngbloods har med låtar här. I filmen fanns även Rolling Stones-låten "You Got the Silver" med, men den kom aldrig med på soundtracket. På senare återutgivningar har flera Pink Floyd-demos lagts till.

## Låtar på albumet
1. "Heart Beat, Pig Meat" (Waters/Gilmour/Mason/Wright) - Pink Floyd - 3:11
2. "Brother Mary" (Lindley) - Kaleidoscope - 2:39
3. "Dark Star" (Garcia/Hart/Hunter/Kreutzmann/Lesh/McKernan/Weir) - The Grateful Dead - 2:30
4. "Crumbling Land" (Waters/Gilmour/Mason/Wright) - Pink Floyd - 4:13
5. "Tennessee Waltz" (Wee King/Stewart) - Patti Page - 3:01
6. "Sugar Babe" (Trad./Young) - The Youngbloods - 2:12
7. "Love Scene" (Garcia) - Jerry Garcia - 7:02
8. "I Wish I Was A Single Girl Again" Roscoe Holcomb - 1:54
9. "Mickey's Tune" (Lindley) - Kaleidoscope - 1:40
10. "Dance Of Death" (Fahay) - John Fahey - 2:42
11. "Come In Number 51, Your Time Is Up" (Waters/Gilmour/Mason/Wright) - Pink Floyd - 5:01